# Радуга (фильм, 1995)
«Радуга» — британский фильм в жанре фэнтези 1995 года.

## Сюжет
Майк Бэйли — десятилетний мальчуган из Нью-Джерси. Однажды он находит место, где начинается радуга. Друзья не сразу поверили его рассказу, а когда поверили — помогли ему вычислить то место, где она будет начинаться во время следующего дождя. И вот ребята погрузились в это разноцветное чудо. Но кто-то из ребят забрал кусочек радуги и когда ребята вернулись домой, оказалось, что мир стал терять цвета, мрачнеть, люди стали раздражительными и даже агрессивными. У детей лишь несколько часов на то, чтобы разыскать кусочек золота и вернуть его в ближайшую радугу.